# Under the Gun (chanson des Sisters of Mercy)
Pour les articles homonymes, voir Under the Gun.
Singles de The Sisters of Mercy
Temple of Love (1992)
(1992)
Under The Gun est une chanson du groupe britannique The Sisters of Mercy coécrite par Andrew Eldritch et Roxanne Seeman, composée par Billie Hughes, coproduite par Andrew Eldritch et Billie Hughes avec une production additionnelle créditée à Ian Stanley. Elle est extraite de la compilation A Slight Case of Overbombing: Greatest Hits Vol.1 dont elle est le seul titre inédit.
Terri Nunn, chanteuse du groupe Berlin est présente dans les chœurs.

## Classements hebdomadaires
| Classement (1993)              | Meilleure place |
| ------------------------------ | --------------- |
| Allemagne (GfK Entertainment)  | 40              |
| Royaume-Uni (UK Singles Chart) | 19              |
| Suède (Sverigetopplistan)      | 17              |

## Performances télévisées
- Top of the Pops (1993)
- Music Video